# دهستان دونگنا
دهستان دونگنا (به لاتین: Dungna Gewog) یک دهستان در کشور بوتان است که در ناحیهٔ چوخا واقع شده‌است. دهستان دونگنا ۱۶۵٫۴ کیلومتر مربع مساحت دارد.